# Cristian Costin
Cristian Costin (Beclean, 17 giugno 1998) è un calciatore rumeno, difensore del Neftçi Baku.

## Caratteristiche tecniche
È un terzino destro.

## Carriera
Cresciuto nel settore giovanile dell'UTA Arad, ha esordito in prima squadra il 12 dicembre 2015 disputando l'incontro di Liga II pareggiato 2-2 contro il Mioveni.